# Suho Polje (Doboj)
Suho Polje (szerbül: Сухо Поље), település Bosznia-Hercegovinában, a Szerb Köztársaság északi régiójában Doboj községben.

## Fekvése
A település Bosznia-Hercegovina északi részén, Dobojtól légvonalban 9, közúton 9 km-re kelet-délkeletre, a Boszna-folyó jobb oldali mellékvize, a Spreča bal partján, 145-330 méteres magasságban található. Két fő része a főként szerbek lakta Gornje Suho Polje és a muszlimok lakta Donje Suho Polje.

## Népessége
| Nemzetiségi csoport | Népesség 1991 | Népesség 2013 |
| ------------------- | ------------- | ------------- |
| Szerb               | 379           | 311           |
| Bosnyák             | 527           | 300           |
| Horvát              | 6             | 1             |
| Jugoszláv           | 10            | 0             |
| Egyéb               | 2             | 10            |
| Összesen            | 924           | 622           |

## Története
A vegyes lakosságú település 1878-ig tartozott az Oszmán Birodalomhoz, ekkor a berlini kongresszus határozata alapján az Osztrák-Magyar Monarchia része lett. 1879-ben az első osztrák-magyar népszámlálás során a Maglaji járáshoz és Boljanić községhez tartozó Suhopolje Srpsko településnek 32 háztartása és 158 ortodox lakosa, Suhopolje Tursko településnek 107 muszlim lakosa volt. 
1910-ben a Maglaji járáshoz tartozó Suhopolje Srpsko településen 29 háztartást és 174 ortodox lakost, Suhopolje Tursko településen 156 muszlim és 12 római katolikus lakost találtak. A monarchia szétesésével 1918-ban előbb a Szerb-Horvát-Szlovén Királyság, majd 1929-től a Jugoszláv Királyság része lett. 1921-ben a Maglaji járáshoz tartozó Suhopolje Srpsko községnek 184 lakosa volt, mind ortodoxok. Suhopolje Tursko településnek 187 lakosa volt, melyből 175 muszlim és 12 római katolikus volt. Az 1929-es törvény értelmében, amikor Bosznia-Hercegovinát négy banovinára, Drinskára, Vrbaskára, Zetskára és Primorskára osztották, a település a Vrbaska banovina része lett, amelynek székhelye Banja Luka volt.
A második világháborúban Jugoszlávia megszállása után a Független Horvát Állam (NDH) része lett. A második világháború után 1992-ig a település a szocialista Jugoszlávia keretében a Bosznia-Hercegovinai Népköztársaság része volt. A boszniai háborút lezáró daytoni békeszerződés rendelkezése alapján az ország területét felosztották a Bosznia-hercegovinai Föderáció és a boszniai Szerb Köztársaság között.  A békeszerződés utáni területmegosztási megállapodás értelmében a Boszniai Szerb Köztársasághoz és Doboj községhez került.

## Nevezetességei
- A Szent Kereszt feltalálása tiszteletére szentelt ortodox temploma. Az építés 1992-től 1995-ig tartott. Felszentelése 1997-ben volt.[8]

- A falu mecsete. A mecsetet hivatalosan 1967. november 22-én nyitották meg, de a boszniai háború során a szerb erők lerombolták. A háború után egy új mecsetet építettek, amelyet hivatalosan 2006. július 8-án nyitottak meg.